# De eeuwige regen
De eeuwige regen is een sciencefictionverhaal geschreven door de Amerikaan Ray Bradbury in 1950. Het verscheen onder de titel Death-by-Rain in het blad Planet Stories. Het werd later met soortgelijke verhalen onder de titel The long rain gebundeld in de verzameling The illustrated man. Het verscheen in de bundel De geïllustreerde man bij Born NV Uitgeversmaatschappij in de serie Born SF (1976).  Het verhaal moet gelezen worden met de kennis van 1950 over Venus. Men schatte toen in dat leven op de planeet best mogelijk was, hetgeen met de kennis van nu achterhaald is.

## Het verhaal
Het verhaal gaat over vier overlevende astronauten, van wie het ruimtevaartuig is neergestort op Venus. Op deze planeet is een aantal zonnekoepels geplaatst om even aan de eeuwig durende regen te kunnen ontsnappen en om daar naar de Zon te kunnen kijken. De vier proberen met een combinatie van lopen en zwemmen zo’n zonnekoepel te bereiken. Een van de vier komt al snel om. Hij wordt getroffen door de bliksem. Zijn dood wordt afgedaan met: had hij maar niet moeten springen. Een tweede komt tijdens de reis in ademnood en wordt door Simmons doodgeschoten. Hij doet dat om de man een verdrinkingsdood te besparen. Uiteindelijk gelooft ook Simmons niet meer dat ze (tijdig) een zonnekoepel zullen bereiken. Bij hun wandeling schijnen ze in een cirkel rond te lopen. De eerste zonnekoepel die ze weten te bereiken is vernietigd door de Venusianen. Simmons pleegt vervolgens zelfmoord. Uiteindelijk weet alleen de leider, aangeduid met luitenant, een werkende zonnekoepel te bereiken. De zonnekoepel is voorzien van weelderig eten en drinken en droogplekken voor kleding en mens.
Bradbury omschreef de eeuwige regen als: "Het was eeuwige regen, een zwetende en stomende regen; het was motregen, een stortbui, een fontein, een geseling voor de ogen, een aan de enkels rukkende onderstroom; een regenbui om alle regenbuien en de herinnering daaraan te verdrinken." Hij vergelijkt de vallende regen voorts met de vallende druppel, maar dan in extremis.
Het verhaal werd gebruikt in de film The Illustrated Man uit 1969. Rod Steiger speelde de hoofdrol, de film werd een flop. Later was het verhaal te zien in The Ray Bradbury Theatre met Marc Singer. 